# ورزشگاه سن مامس (۱۹۱۳)
 ورزشگاه سن مامس  (به اسپانیایی: San Mamés Stadium) ورزشگاهی در شهر بیلبائو در کشور اسپانیا بود.
بازی‌های خانگی باشگاه فوتبال اتلتیک بیلبائو در این ورزشگاه برگزار میشده است. همچنین بخشی از بازی‌های جام جهانی فوتبال ۱۹۸۲ در این ورزشگاه برگزار شده‌است.
ورزشگاه سن مامس در ژوئن ۲۰۱۳ برای ساخت ورزشگاه جدید بسته و تخریب شد.